# Теншо (Хејан период)
Теншо (天承) је јапанска ера (ненко) која је настала после Даиџи и пре Чошо ере. Временски је трајала од јануара 1131. до августа 1132. године и припадала је Хејан периоду. Владајући монарх био је цар Сутоку.

## Важнији догађаји Теншо ере
- 1131. (Теншо 1, дванаести месец): Удаиџин Фуџивара Јетада добија нову позицију садаиџина. Наидаиџин Арихито постаје уместо њега удаиџин. Титулу надаиџина добија Фуџивара но Мунетада, бивши даинагон.[2]